# Navea
Navea (llamada oficialmente San Miguel de Navea) es una parroquia y un lugar del municipio español de Puebla de Trives, en la provincia de Orense, Galicia.

## Organización territorial
La parroquia está formada por doce entidades de población, constando una de ellas en el nomenclátor del Instituto Nacional de Estadística español:
- Borrén-La Iglesia (A Borrén)
- Casenando
- Cimadevila
- El Campo (O Campo)
- El Palacio (O Palacio)
- El Seixo (O Seixo)
- La Pedela (A Pedela)
- La Quinta (A Quinta)
- Los Lameiros (Os Lameiros)
- Navea (A Eirexa)
- Puente Nuevo (A Ponte Nova)
- Vilaboa

## Demografía
Gráfica demográfica del lugar y parroquia de Navea según el INE español:
| Gráfica de evolución demográfica de Navea entre 2000 y 2023 |
|                                                             |
| Datos según el nomenclátor publicado por el INE.            |